# Yuliya Stepanova
Pour les articles homonymes, voir Stepanov et Rusanov.
Yuliya Stepanova (née Rusanova le 3 juillet 1986) est une athlète russe spécialiste du 800 mètres.
Elle établit en début de saison 2011 la meilleure performance européenne de l'année en salle avec le temps de 1 min 58 s 14 à l'occasion des Championnats de Russie de Moscou.
Elle est connue pour avoir révélé en 2014 le dopage systématique des athlètes russes, qui a abouti à la suspension de la Fédération russe d'athlétisme et de 4 000 athlètes russes en 2015.

## Carrière
Le 26 février 2013, l'IAAF annonce qu'elle est bannie du sport pour deux ans, en raison d'anormalités sur son passeport biologique. Tous ses résultats depuis le 3 mars 2011 lui sont retirés.
En 2014, elle et son mari Vitaliy Stepanov, un ancien employé de l'Agence antidopage russe RUSADA, apparaissent dans un documentaire de Hajo Seppelt pour la télévision allemande sur Das Erste, accusant le système sportif russe de fraude par dopage à grande échelle. Tous deux affirment que les officiels de l’athlétisme russe fournissent des substances interdites en échange de 5 % des gains de l'athlète et falsifient les tests avec les agents du contrôle antidopage.
En décembre 2014, Stepanova, avec son mari et son fils de huit mois quittent la Russie pour s'installer de manière permanente d'abord en Allemagne.
Début juillet 2016, elle est finalement autorisée par l'IAAF à participer à des compétitions internationales, les Championnats d'Europe d'Amsterdam et les Jeux olympiques de Rio sous le drapeau olympique et en tant qu'athlète neutre,. Elle participe ainsi aux 800 mètres des Championnats d'Europe sous les couleurs de l'Association européenne d'athlétisme. Blessée à la voûte plantaire, elle termine sa série en marchant depuis les 800 mètres.
Le 27 juillet, la commission exécutive du Comité international olympique révèle que le CIO lui refuse la possibilité de concourir en tant qu'athlète neutre indépendante, et qu'elle ne remplit alors plus les conditions exigées aux sportifs russes, à savoir ne jamais avoir été sanctionnée pour dopage.
Le 24 octobre 2016, le CIO annonce qu'il allait aider Stepanova à financer ses entraînements en lui offrant une bourse tandis que son mari a été engagé comme consultant.

## Palmarès
| Date | Compétition                    | Lieu     | Résultat | Épreuve | Temps |
| ---- | ------------------------------ | -------- | -------- | ------- | ----- |
| 2011 | Championnats d'Europe en salle | Paris    | —        | 800 m   | DQ    |
| 2011 | Championnats du monde          | Daegu    | —        | 800 m   | DQ    |
| 2012 | Championnats du monde en salle | Istanbul | —        | 800 m   | DQ    |

## Records
| Épreuve | Épreuve   | Performance   | Lieu        | Date            |
| ------- | --------- | ------------- | ----------- | --------------- |
| 800 m   | Plein air | 1 min 58 s 99 | Tcheboksary | 23 juillet 2009 |
| 800 m   | En salle  | 1 min 58 s 14 | Moscou      | 17 février 2011 |